# Primera divisió espanyola de futbol 1966-1967
El Reial Madrid Club de Futbol torna a guanyar el títol de lliga, després de l'aconseguit pel seu rival de la capital. El conjunt blanc va ser el clar dominador, aconseguint el lideratge a la jornada 10, i perdent només dos partits als camps del Futbol Club Barcelona i Real Zaragoza.

## Equips participants
| Equips              | Ciutat     | Estadi                |
| ------------------- | ---------- | --------------------- |
| Atlético Bilbao     | Bilbao     | San Mamés             |
| Atlético Madrid     | Madrid     | Vicente Calderón      |
| Barcelona           | Barcelona  | Camp Nou              |
| Córdoba             | Còrdova    | El Arcángel           |
| Deportivo La Coruña | La Corunya | Riazor                |
| Elx                 | Elx        | Altabix               |
| Espanyol            | Barcelona  | Sarrià                |
| Granada             | Granada    | Los Cármenes          |
| Hèrcules            | Alacant    | La Vinya              |
| Las Palmas          | Las Palmas | Insular               |
| Pontevedra          | Pontevedra | Pasarón               |
| Real Madrid         | Madrid     | Santiago Bernabéu     |
| Sabadell            | Sabadell   | Creu Alta             |
| Sevilla             | Sevilla    | Ramón Sánchez Pizjuán |
| València            | València   | Mestalla              |
| Zaragoza            | Saragossa  | La Romareda           |

## Classificació general
| Pos | Equip                   | PJ | PG | PE | PP | GF | GC | DG  | Pts | Classificació o descens      |
| --- | ----------------------- | -- | -- | -- | -- | -- | -- | --- | --- | ---------------------------- |
| 1   | Real Madrid (C)         | 30 | 19 | 9  | 2  | 58 | 22 | +36 | 47  | Clas. per la Copa d'Europa   |
| 2   | Barcelona               | 30 | 20 | 2  | 8  | 58 | 29 | +29 | 42  | Convidat a la Copa de Fires  |
| 3   | Espanyol                | 30 | 15 | 7  | 8  | 50 | 40 | +10 | 37  |                              |
| 4   | Atlético Madrid         | 30 | 14 | 7  | 9  | 57 | 30 | +27 | 35  | Convidat a la Copa de Fires  |
| 5   | Zaragoza                | 30 | 14 | 6  | 10 | 51 | 50 | +1  | 34  | Convidat a la Copa de Fires  |
| 6   | València                | 30 | 14 | 4  | 12 | 58 | 37 | +21 | 32  | Clas. per la Recopa d'Europa |
| 7   | Atlético Bilbao         | 30 | 11 | 9  | 10 | 43 | 36 | +7  | 31  | Convidat a la Copa de Fires  |
| 8   | Sabadell                | 30 | 11 | 8  | 11 | 35 | 38 | −3  | 30  |                              |
| 9   | Elx                     | 30 | 9  | 9  | 12 | 41 | 50 | −9  | 27  |                              |
| 10  | Pontevedra              | 30 | 9  | 9  | 12 | 28 | 32 | −4  | 27  |                              |
| 11  | Las Palmas              | 30 | 8  | 10 | 12 | 32 | 38 | −6  | 26  |                              |
| 12  | Córdoba                 | 30 | 9  | 8  | 13 | 28 | 44 | −16 | 26  |                              |
| 13  | Sevilla (O)             | 30 | 9  | 7  | 14 | 28 | 47 | −19 | 25  | Promoció de descens          |
| 14  | Granada (R)             | 30 | 8  | 7  | 15 | 32 | 46 | −14 | 23  | Promoció de descens          |
| 15  | Hèrcules (R)            | 30 | 6  | 8  | 16 | 32 | 60 | −28 | 20  | Descens a Segona Divisió     |
| 16  | Deportivo La Coruña (R) | 30 | 7  | 4  | 19 | 25 | 57 | −32 | 18  | Descens a Segona Divisió     |

## Resultats
| Casa \ Fora            | ATB | ATM | BAR | CÓR | DEP | ELC | ESP | GRA | HER | LPA | PON | RMA | SAB | SEV | VAL | ZAR |
| ---------------------- | --- | --- | --- | --- | --- | --- | --- | --- | --- | --- | --- | --- | --- | --- | --- | --- |
| Atlético Bilbao        | —   | 1–0 | 0–0 | 3–0 | 4–0 | 2–1 | 1–3 | 2–1 | 0–0 | 3–0 | 2–1 | 0–0 | 1–1 | 6–0 | 2–1 | 2–3 |
| Atlético Madrid        | 3–1 | —   | 0–1 | 2–0 | 4–0 | 5–2 | 5–1 | 2–0 | 7–2 | 2–1 | 3–1 | 2–2 | 3–0 | 3–0 | 1–1 | 0–0 |
| CF Barcelona           | 3–1 | 3–2 | —   | 4–1 | 5–0 | 3–0 | 3–1 | 3–0 | 4–1 | 2–1 | 0–1 | 2–1 | 2–0 | 5–0 | 2–1 | 2–1 |
| Córdoba CF             | 2–0 | 1–0 | 2–1 | —   | 1–0 | 0–0 | 2–0 | 2–2 | 1–1 | 0–0 | 1–0 | 0–1 | 3–2 | 3–0 | 2–1 | 1–1 |
| Deportivo de La Coruña | 1–0 | 0–1 | 0–3 | 2–0 | —   | 1–1 | 1–1 | 2–1 | 1–0 | 1–1 | 1–2 | 2–3 | 0–1 | 1–1 | 0–1 | 4–1 |
| Elx CF                 | 1–1 | 2–1 | 4–3 | 0–0 | 1–3 | —   | 1–1 | 0–1 | 4–0 | 2–1 | 3–1 | 1–1 | 3–2 | 3–0 | 0–0 | 5–1 |
| RCD Espanyol           | 2–1 | 1–0 | 2–0 | 2–1 | 3–2 | 3–0 | —   | 1–0 | 4–1 | 1–1 | 2–2 | 2–3 | 4–1 | 3–1 | 2–1 | 2–1 |
| Granada CF             | 1–1 | 2–1 | 1–2 | 1–1 | 1–0 | 2–1 | 0–3 | —   | 2–1 | 0–1 | 1–1 | 1–1 | 2–0 | 0–0 | 3–2 | 6–2 |
| Hèrcules CF            | 1–2 | 2–4 | 1–1 | 1–1 | 0–1 | 1–3 | 3–3 | 2–1 | —   | 2–1 | 1–0 | 0–2 | 0–0 | 2–1 | 4–1 | 1–1 |
| UD Las Palmas          | 2–4 | 1–0 | 2–0 | 2–1 | 2–0 | 3–0 | 0–0 | 1–1 | 0–1 | —   | 0–0 | 1–1 | 1–0 | 1–2 | 0–0 | 2–3 |
| Pontevedra CF          | 1–1 | 0–0 | 0–1 | 2–1 | 1–0 | 1–1 | 3–0 | 1–0 | 2–1 | 2–3 | —   | 0–1 | 0–0 | 3–0 | 3–0 | 0–0 |
| Real Madrid            | 4–0 | 2–1 | 1–0 | 3–0 | 2–0 | 4–1 | 1–1 | 2–0 | 2–1 | 1–1 | 2–0 | —   | 5–0 | 3–0 | 4–2 | 3–1 |
| CE Sabadell FC         | 1–0 | 0–0 | 2–0 | 3–0 | 3–0 | 0–0 | 0–1 | 1–0 | 5–2 | 1–1 | 3–0 | 1–1 | —   | 1–0 | 3–0 | 3–2 |
| Sevilla CF             | 1–1 | 1–1 | 0–2 | 4–0 | 3–0 | 3–1 | 1–0 | 3–1 | 0–0 | 2–0 | 0–0 | 0–1 | 0–0 | —   | 1–0 | 3–1 |
| València CF            | 1–0 | 0–2 | 3–0 | 3–1 | 5–1 | 5–0 | 2–1 | 3–0 | 4–0 | 2–1 | 3–0 | 0–0 | 6–1 | 3–0 | —   | 6–0 |
| Zaragoza               | 1–1 | 2–2 | 0–1 | 3–0 | 5–1 | 1–0 | 2–0 | 4–1 | 2–0 | 4–1 | 1–0 | 2–1 | 1–0 | 2–1 | 3–1 | —   |

## Promoció de descens
| Equip 1    | Global | Equip 2    | Anada | Tornada |
| ---------- | ------ | ---------- | ----- | ------- |
| Real Gijón | 0-2    | Sevilla    | 0-1   | 0-1     |
| Granada    | 0-3    | Real Betis | 0-1   | 0-2     |

## Resultats finals
- Lliga de Campions: Reial Madrid
- Recopa d'Europa: València CF
- Descensos: Deportivo La Coruña, Granada CF i Hèrcules CF
- Ascensos: Betis, Reial Societat i Málaga CF

## Màxims golejadors
| Golejador              | Gols | Equip           |
| ---------------------- | ---- | --------------- |
| Waldo                  | 24   | València CF     |
| Eleuterio Santos Brito | 15   | Zaragoza        |
| Marcelino              | 13   | Zaragoza        |
| José María             | 12   | RCD Espanyol    |
| Luis Aragonés          | 11   | Atlético Madrid |
| Francisco Gento        | 11   | Real Madrid     |